# Collegio di Newport West and Islwyn
Newport West and Islwyn è un collegio elettorale gallese, rappresentato alla Camera dei Comuni del Parlamento del Regno Unito. Elegge un membro del Parlamento con il sistema first-past-the-post, ossia maggioritario a turno unico; l'attuale parlamentare è Ruth Jones, del Partito Laburista, eletta nel 2024.

## Estensione
Il collegio è costituito dalle seguenti aree:
- i ward di Allt-yr-yn, Gaer, Graig, Rogerstone East, Rogerstone North, Rogerstone West, Tredegar Park e Marshfield provenienti dal precedente collegio di Newport West, abolito;
- i ward di Abercarn, Argoed, Blackwood, Cefn Fforest and Pengam, Crosskeys, Crumlin, Newbridge, Penmaen, Risca Easte  Risca West provenienti dal precedente collegio di Islwyn, abolito.[1]

## Membri del parlamento
| Elezione | Elezione | Deputato   | Partito   |
| -------- | -------- | ---------- | --------- |
|          | 2024     | Ruth Jones | Laburista |

## Risultati elettorali

### Elezioni negli anni 2020
| Partito                    | Partito                                      | Candidato                  | Risultati 4 luglio 2024 | Risultati 4 luglio 2024 |
| Partito                    | Partito                                      | Candidato                  | Voti                    | %                       |
| -------------------------- | -------------------------------------------- | -------------------------- | ----------------------- | ----------------------- |
|                            | Laburista                                    | Ruth Jones                 | 17 409                  | 41,50                   |
|                            | Reform UK                                    | Paul Taylor                | 8 541                   | 20,36                   |
|                            | Conservatore                                 | Nick Jones                 | 6 710                   | 15,99                   |
|                            | Plaid Cymru                                  | Brandon Ham                | 3 529                   | 8,41                    |
|                            | Lib Dem                                      | Mike Hamilton              | 2 087                   | 4,97                    |
|                            | Verde                                        | Kerry Vosper               | 2 078                   | 4,95                    |
|                            | Indipendente                                 | George Etheridge           | 1 597                   | 3,81                    |
|                            |                                              |                            |                         |                         |
| Iscritti                   | Iscritti                                     | Iscritti                   | 75 781                  | 100,00                  |
| ↳ Votanti (% su iscritti)  | ↳ Votanti (% su iscritti)                    | ↳ Votanti (% su iscritti)  | 41 951                  | 55,36                   |
| ↳ Astenuti (% su iscritti) | ↳ Astenuti (% su iscritti)                   | ↳ Astenuti (% su iscritti) | 33 830                  | 44,64                   |
|                            |                                              |                            |                         |                         |
|                            | Esito: collegio a Laburista (nuovo collegio) |                            |                         |                         |